# داريوس باتلر
داريوس باتلر (بالإنجليزية: Darius Butler)‏ هو لاعب كرة قدم أمريكية أمريكي، ولد في 18 مارس 1986 في فورت لودرديل في الولايات المتحدة.

## وصلات خارجية
- داريوس باتلر على موقع مرجع كرة القدم المحترفة.كوم (الإنجليزية)